# Edward Cecil vikomt z Wimbledonu
Sir Edward Cecil, první vikomt z Wimbledonu (29. února 1572 – 16. listopadu 1638) byl anglický vojevůdce a vrchní velitel anglického loďstva.
V roce 1625 sepsal první bojové směrnice pro střetnutí válečných lodí v anglickém námořnictvu. V nich rozdělil loďstvo do tří eskader po devíti lodích, každá eskadra se dále dělila na tři divize po třech lodích (celkově tedy 27 lodí).